# Henry van de Velde
Henry van de Velde (Anversa, 3 aprile 1863 – Oberägeri, 25 ottobre 1957) è stato un architetto, pittore, arredatore e designer belga.
Fu una delle personalità più importanti per l'affermazione dell'Art Nouveau sia in Belgio che in Germania.

## Biografia
Henry Clement van de Velde, dopo aver frequentato dal 1881 al 1884 l'accademia di Anversa e dopo un periodo di formazione a Parigi dove si accostò al movimento simbolista, tornò in Belgio dove per un periodo visse in una sorta di comune con altri artisti presso Anversa. A partire dal 1888 continuò la sua attività artistica a Bruxelles. Influenzato dalla pittura di Monet, di Renoir e di van Gogh, si unì nel 1889 al gruppo d'avanguardia Les XX (I Venti) e dipinse secondo i canoni del neoimpressionismo francese.
A partire dal 1890 cominciò a maturare il suo interesse per le arti applicate e progressivamente lasciò la ricerca pittorica. Progettò la casa di famiglia, il che gli permise di realizzare il suo desiderio di diventare architetto e progettare mobili. Nelle sue opere di architettura mostrò un distacco totale dagli stili compositivi del passato.
Nel 1894 e 1896 ebbe una stretta collaborazione con il connazionale Octave Van Rysselberghe, per la realizzazione di due edifici a Bruxelles: l'Hotel Otlet e l'Hotel De Brouckère, per i quali progettò in particolare gli arredi e le decorazioni interne, in uno stile Art Nouveau piuttosto sobrio.
Con la Casa Blomenwerf nel 1895 a Uccle, nei pressi di Bruxelles si orientò verso il modello della Red House di William Morris e al suo movimento Arts and Crafts. Al 1899 risale il progetto per la tabaccheria della Havana-Compagnie a Berlino.
Dal 1901 si trasferì a Weimar, dove fu consigliere artistico presso la corte del granduca Guglielmo Ernesto.
Dal 1906 al 1914 diresse la neonata Kunstgewerbeschule di Weimar. Nel 1917 emigrò in Svizzera, e nel 1925 istituì a Bruxelles l'Institut Supérieur d'Architecture et des Arts Décoratifs.
Insieme a Victor Horta viene considerato uno dei fondatori dell'Art Nouveau, nonché uno degli esponenti principali del movimento. Trascorse gli ultimi anni di vita a Oberägeri, borgo montano del Cantone di Zug, in Svizzera, dove si spense nel 1957 all'età di 94 anni.
Ebbe come allievo il pittore Jan Thorn Prikker.

## Opere

### Architetture
- 1895: Villa Bloemenwerf (casa dell'architetto), avenue Vanderaey, a Uccle (Bruxelles).
- 1899: Arredamento del negozio della Compagnia di tabacco Habana, a Berlino.
- 1900-1902: Museum Folkwang, a Essen, oggi Museo Karl Ernst Osthaus.
- 1901: Arredamento del salone di bellezza di François Haby, a Berlino.
- 1902-1903, 1911 (ampliamento): Villa Esche[1], a Chemnitz.
- 1903:
  - Nietzsche-Archiv, a Weimar.
  - Villa De Zeemeeuw (casa del Dr. Leuring), a Scheveningen.
- 1903-1905: Sanatorio di Trzebiechów.
- 1904-1908: Kunstgewerbe (Bauhaus), a Weimar.
- 1906-1908: Club di tennis di Chemnitz (demolito dopo la Seconda Guerra Mondiale).
- 1907-1908:
  - Casa Hohenhof, del banchiere Karl Ernst Osthaus, a L'Aia.
  - «Haus Hohe Pappeln», residenza privata di Henry van de Velde, a Weimar.
- 1911: Scuola di Arti e Mestieri, Bauhaus), a Weimar.
- 1913-1914:
  - Villa Schulenburg (per Paul Schulenburg, industriale tessile), a Gera.
  - Teatro di Werkbund, a Colonia (demolito nel 1920).
- 1927-1928: «La Nouvelle Maison», residenza privata di Henry Van de Velde, a Tervuren.
- 1930: Casa Wolfers[2], a Bruxelles.
- 1931: Casa Grégoire-Lagasse, a Bruxelles.
- 1932-1936: Istituto superiore di Storia dell'arte e di archeologia e Biblioteca Centrale (Boekentoren) dell'Università di Gand.
- 1936-1957: Kröller-Müller Museum, a Otterlo.
- 1937: Padiglione belga à l'Expo di Parigi.

### Mobili
- 1897 circa: Scrittoio per signora[3], Musée d'Orsay, Parigi.
- 1898: Scrivania per la redazione della Revue Blanche, Österreicher Museum, Vienna.

### Pitture
- 1889: Femme à la fenêtre, [[]Museo reale di belle arti di Anversa]]
- 1891: La faneuse
- 1892 circa: Jardin à Kalmthout, olio su tela, Neue Pinakothek Monaco di Baviera

## Galleria d'immagini

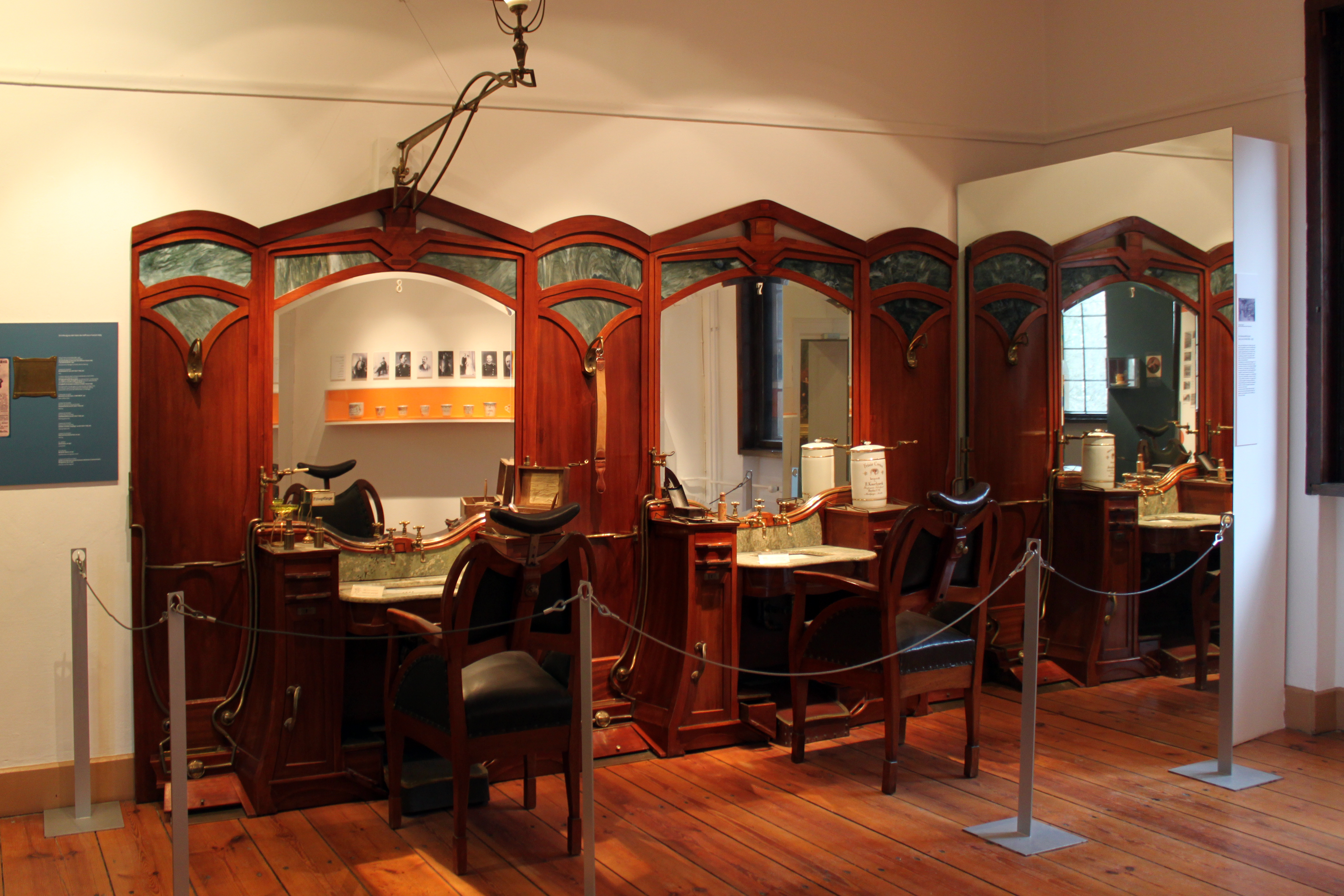
Hairdresser`s shop, Märkisches Museum, Berlino
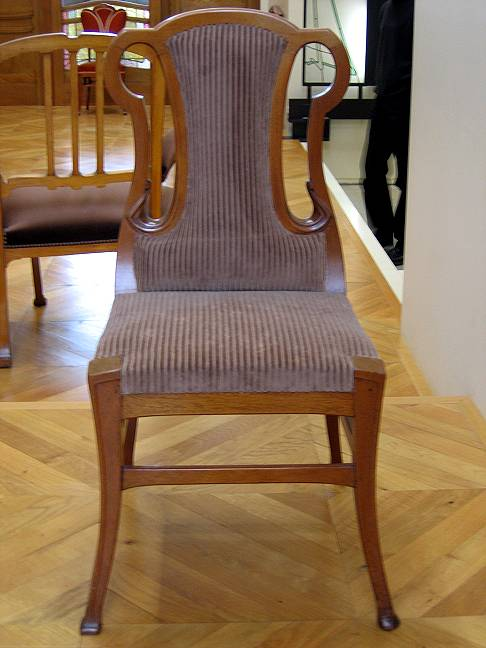
Sedia, 1900, Musée d'Orsay, Parigi
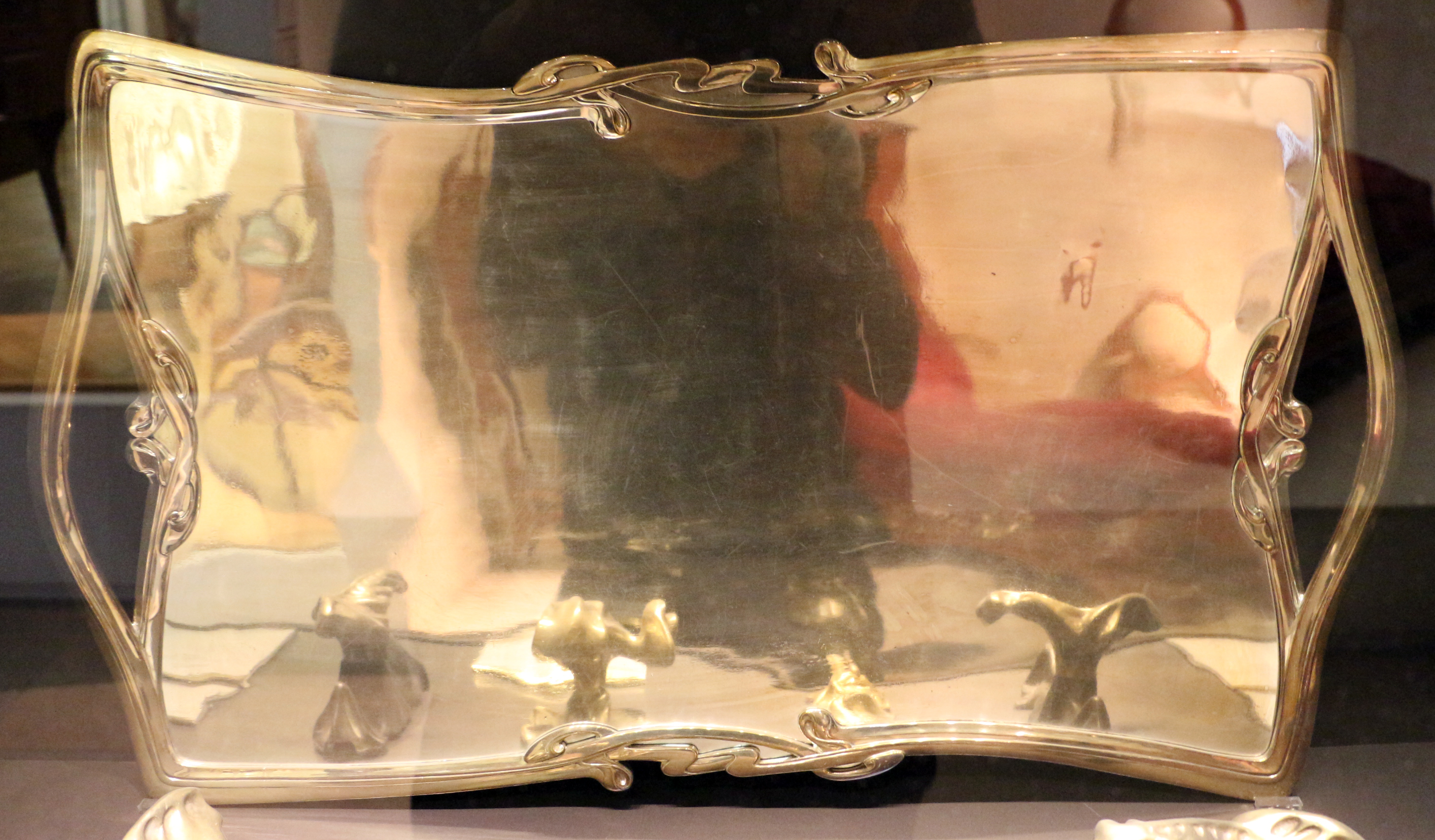
Vassoio in metallo argentato, 1908 circa,  Musée d'Orsay
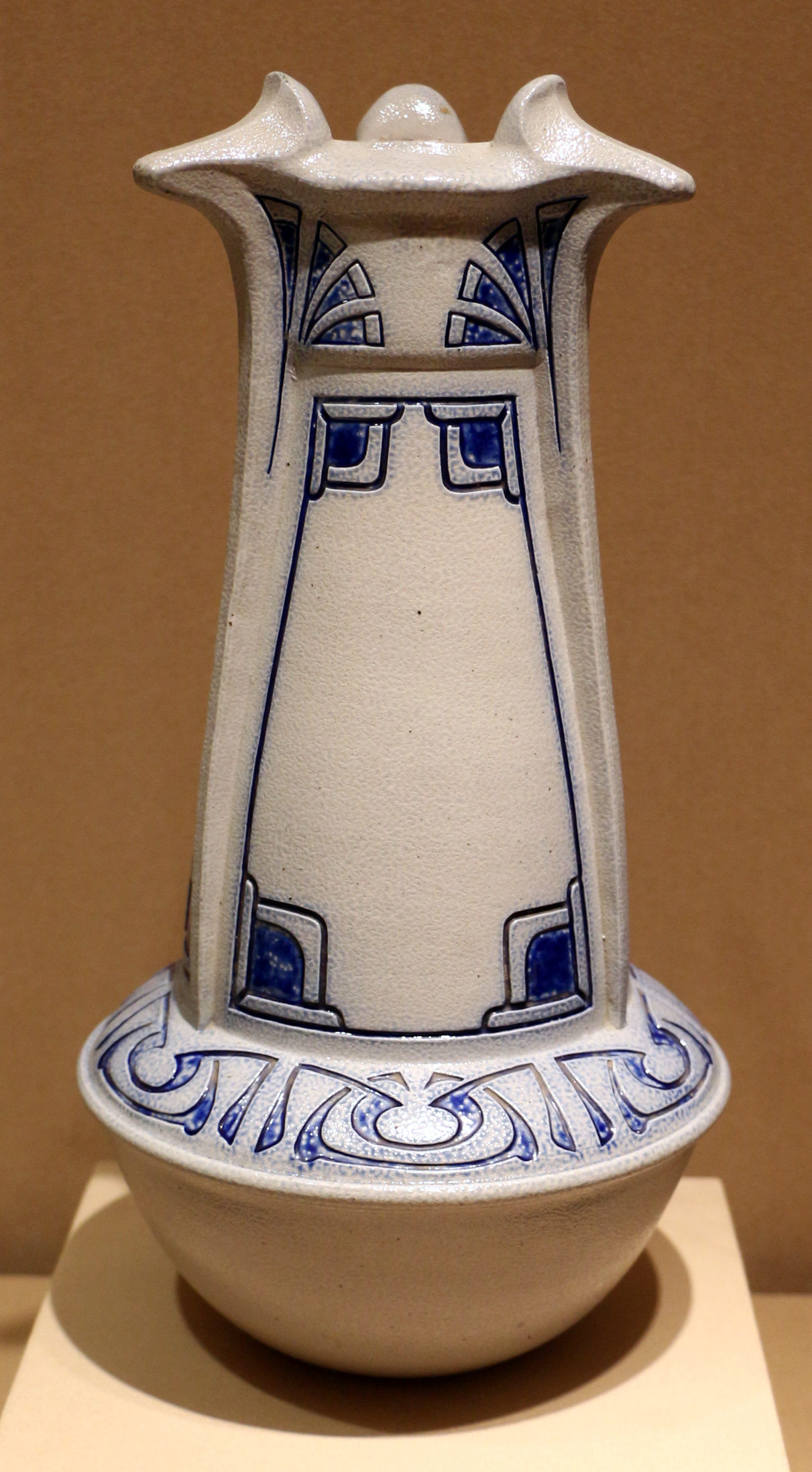
Vaso in ceramicaa per Reinhold Henke, 1901, Indianapolis Museum of Art